# 中山雄一
中山 雄一（なかやま　ゆういち、1991年7月25日 - ）は、日本のレーシングドライバー。東京都出身。

## プロフィール
- 身長 : 177cm
- 体重 : 67kg
- 血液型 : Rh+B型
- 趣味 : 音楽、カート、ゴルフ
- 最終学歴 : 成城大学経済学部

## 経歴

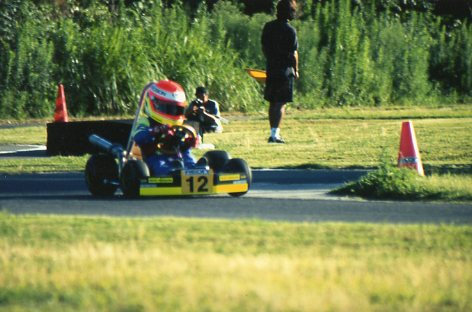
1997 レオンキッズカート

2005 ジュニアカート選手権

2006 Italian Open Master

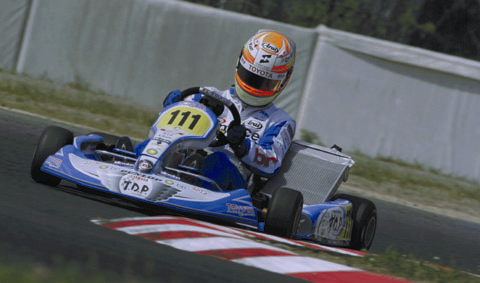
2007 ヤマハワークスカート

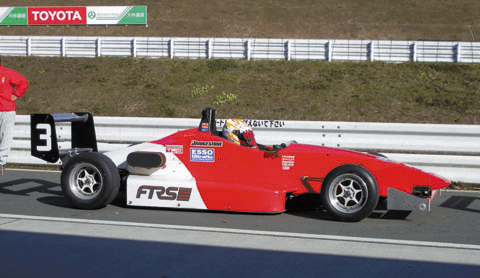
2007 FTRS

2010 FCJ

2011 全日本F3選手権 Nクラス

2012 MacauGP

2015 スーパーフォーミュラ

2015 スーパーGT300

2015 インタープロト

2016 スーパー耐久

2016 Audi R8 LMS Cup

2017 スーパーGT300

2018 スーパーGT300

2018 S耐 86

2018 ニュル24H

2019 スーパーGT500

2021 S耐岡崎GT3R

東京都世田谷区生まれ。父がレンタルカートコース「シティカート」を東京都足立区で経営するアマチュアレーシングドライバーだったこともあり、幼少期からカートに親しんだ。5歳のときにレオンキッズレーシングスクールではじめてカートを体験。6歳からキッズカートレースに参戦を始めた。その後、東日本ジュニアカートレース等で頭角をあらわし、2005年にはJAFジュニアカート選手権とARTAチャレンジ カートレースシリーズでダブルタイトルを獲得。翌2006年はARTAチャレンジのスカラシップでイタリア選手権（Italian Open Master)の国際レースに遠征。同年全日本カート選手権ICAクラスにもヤマハのスカラシップでスポット参戦（全6戦中3戦に出場）し、シリーズランキング7位となった。
2007年はヤマハワークスチーム入りし、全日本カート選手権FAクラスにフル参戦。シリーズランキング3位を獲得する。同年の5月には鈴鹿サーキット南コースで行われたCIK-FIAアジアパシフィック選手権（KF2クラス）にも出場。日本国内初登場となるKFエンジンによるレースを走り、7位となった。カートレースと平行してフォーミュラトヨタ・レーシングスクール（FTRS)を受講し、最終選考が行われた十勝スピードウェイにてトヨタ・ヤングドライバーズ・プログラム（TDP）スカラシップを獲得する。
2008年は満16歳となり、それまでのカートレースの成績を鑑みJAF限定Aライセンスを取得し、フォーミュラチャレンジ・ジャパン（FCJ）に参戦。初年度はシリーズ13位で終わった。同年12月に開催されたスーパーFJ日本一決定戦ではル・ボーセモータースポーツより出場。初ドライブのスーパーFJだったが、2位と好結果を出した。
2009年は引き続きFCJに参戦、表彰台4回、3位表彰台2回、レース中のファステストラップを2回記録しシリーズ4位となったが、優勝は果たせなかった。この年はFCJ参戦と並行してスーパーFJ筑波シリーズに出場し、全6戦中4勝を挙げシリーズチャンピオンを獲得した。
2010年もトヨタのサポートを受け、FCJに参戦。FCJは若手育成のためのカテゴリーであり、3年目となった中山は結果が求められたシーズンだったが、全戦ポールポジション、開幕5連勝、全12戦中10勝と8戦終了時点でシリーズチャンピオンを確定させる圧勝を見せた。初めてFCJが鈴鹿F1グランプリの前座レースとして組みこまれた1戦でもポールトゥーウィンで勝利した。この活躍が認められ、10月にスペインのアラゴンで行われたワールドシリーズバイルノー3.5（WSR3.5）のルーキーテストと、11月のフォーミュラ・ニッポンのルーキーテスト（富士スピードウェイ）に招待参加したが、シート獲得までは至らなかった。同時期にはフォーミュラ・BMW パシフィックの最終3レースにスポット参戦。第13戦岡山ではポールポジションからスタートし、レースでも1位でチェッカーを受けたが、レース後の再車検でメカニカルな不備を指摘され失格となった。翌日の第14戦では3位表彰台を獲得した。第15戦マカオは予選中にクラッシュを喫し、24番グリッドからスタートし21位で完走した。年末には鈴鹿サーキット・ライジングアワード4輪を受賞する。
2011年、トムススピリットから全日本F3選手権のNクラスに参戦。Nクラス3勝を挙げ、2位5回、3位1回とコンスタントに上位に入り、最終戦までチャンピオン争いを繰り広げ、Nクラスランキング3位となった。
2012年はトムスから全日本F3選手権に参戦。新型のダラーラ・F312をドライブする。シーズン序盤はいくつかのメカニカルトラブルの不運があったが、シーズン終盤には5連勝を飾りシリーズ2位となった。初参戦となったマカオグランプリF3では市街地コースに苦戦し、決勝レース21位に終わった。また、この年はSUPER GTの鈴鹿1000kmレース・GT300クラスにapr HASEPRO PRIUS GTチームの一員としてスポット参戦し、SUPER GTシリーズへのデビューを果たした。
2013年はトムスから2年目の全日本F3選手権に参戦。参加13戦中12ポールポジション、優勝11回、2位2回という圧倒的な成績でシリーズチャンピオンに輝いた。また、この年から始まったインタープロトシリーズに2戦スポット参戦し、2回ともポールポジションを獲得した。SUPER GTは前年に続いてapr PRIUS GTで鈴鹿1000kmレースにスポット参戦した。第60回記念大会となったマカオF3にも2年連続参戦を果たしたが、レギュレーションにより旧型エンジンでの参加となったため、12位完走にとどまった。
2014年、国内トップフォーミュラシリーズであるスーパーフォーミュラにKCMGよりステップアップ参戦した。マシンは新型のダラーラ・SF14となった。雨のフリープラクティスや、第6戦菅生では終盤トップを快走し2番タイムに1秒近い差をつけてファステストラップを記録するなど随所で速さを見せる場面もあったが、ポイント獲得はならなかった。この年もPRIUS GTの第3ドライバーとしてスポット出場した鈴鹿1000kmレースでは、2位表彰台を獲得。また、2年目となるインタープロトシリーズはシリーズ2位、初出場となるスーパー耐久では、インタープロトでST1クラスに参戦しシリーズチャンピオンを獲得した。
2015年はKCMGに残留し、2年目となるスーパーフォーミュラに参戦。雨となった富士大会の予選でQ3に初進出し、4番グリッドを獲得。また最終戦・鈴鹿では雨の決勝レースで6位入賞し自身初のポイント獲得を達成するなど、ウェットコンディションでの強さを見せた。SUPER GTではGT300クラスに参戦するPRIUS GTのレギュラーシートを獲得し、優勝2回と2位1回の成績でGT300クラス年間3位を獲得した。スーパー耐久は、この年が初参戦となるルボーセ・モータースポーツよりST-3クラスにLEXUS RCで第3戦富士大会より参戦し、このレースでデビューウインを飾った。また、3年目となるインタープロトシリーズはシリーズ2位となった。
2016年、3年目となるスーパーフォーミュラにKCMGより参戦。菅生大会の予選ではドライ路面初のQ3進出を果たしたが、決勝レースではメカトラブルが発生しチャンスを逃すなど、年間ノーポイントとなった。SUPER GTは新型プリウスのデビューイヤーとなったが、優勝1回、2位2回の成績でGT300クラス・ランキング2位となった。スーパー耐久は、前年同様ルボーセ・モータースポーツよりST-3クラスにLEXUS RCで参戦し優勝1回、2位1回、3位1回の成績でシリーズ2位、4年目となるインタープロトシリーズは優勝2回、2位2回、3位2回の成績で念願のシリーズチャンピオンに輝いた。また、同年はスーパーフォーミュラで所属するKCMGがアウディ・R8 LMSカップにスポット参戦した際のドライバーに起用され、上海国際サーキットで予選2位、レース1で10位、レース2で7位となった。
2017年にSUPER GTで5年在籍したaprからLM corsaに移籍し、LEXUS RC F GT3で参戦した。新規チームだったが富士大会とタイ大会で優勝、GT300クラス年間3位となった。スーパー耐久では前年同様ルボーセ・モータースポーツよりST-3クラスにLEXUS RC Fで参戦し、優勝2回、2位2回の成績でこの年もシリーズ2位となった。5年目となるインタープロトシリーズでは、新チームのK-Tunes Racingに移籍し、シリーズ7位となった。
2018年シーズンのSUPER GTではチームがK-tunes Racingに変更となり、LEXUS RC F GT3の2年目となった。この年も鈴鹿大会（ポール・トゥ・ウィン）とオートポリス大会で2回の優勝を記録したが、他の大会での戦績がふるわずシリーズ6位となった。スーパーフォーミュラは、WEC出場のため欠場となった小林可夢偉の代役としてもてぎ大会に参戦し、13位となった。スーパー耐久ではTOM'S SPIRITからST-4クラスに参戦し、4勝を挙げシリーズチャンピオンを獲得。インタープロトシリーズは、K-Tunes Racingでの2年目となり、1勝を挙げシリーズ2位となった。また、同年5月に開催されたニュルブルクリンク24時間レースにトヨタ・GazooRacingからLEXUS LCで初出場し、発生したトラブルを乗り越えてSP-PROクラスで完走した。
2019年、GT初参戦から8年目にしてSUPER GT・GT500クラスへのステップアップが実現し、TEAM LEXUS SARDより参戦。オートポリス大会でGT500クラス初優勝を果たし、シリーズ5位となった。スーパーフォーミュラは、終盤の岡山大会と鈴鹿大会の2戦にアルテム・マルケロフの後任として参戦し、それぞれ15位、16位で完走した。スーパー耐久は2年目となるTOM'S SPIRITからST-4クラスに参戦し、2勝をあげてシリーズ2位となった。インタープロトシリーズは、3年目のK-Tunes Racingから参戦し、1勝を挙げシリーズ2位を獲得。前年に続きニュルブルクリンク24時間レースへトヨタGazooRacingからLEXUS LCで出場し、SP-PROクラスで完走した。またこの年初めてTOYOTA GAZOO Racing 86/BRZレースにGR Garageつくば86Rにてスポット参戦した。
2020年はコロナ禍での変則的なシーズンとなったが、GT500クラスの2年目をTGR TEAM SARDより新型車スープラで参戦した。パートナーのヘイキ・コバライネンが入国規制の為に序盤を参戦できず、第1戦を山下健太、第2戦では阪口晴南がコバライネンの代役となり中山とチームを組んだ。シーズンを通じてコンスタントにポイント獲得を重ね、第5戦富士でスープラでの初優勝を挙げるなど、シリーズ9位となった。スーパーフォーミュラは、岡山とオートポリスの2戦をWECのため欠場する小林可夢偉の代役として参戦し、それぞれ11位、18位で完走した。スーパー耐久では富士24時間レースのみDENSO LEXUS RCFでST-Xクラスに参戦、2位となった。またTOYOTA GAZOO Racing 86/BRZレースは2年目となるGR Garageつくば86Rにてスポット参戦した。
2021年、GT500クラスは3年目となるTGR TEAM SARDよりスープラで参戦。予選では速さを見せたが、レースでは接触やトラブルに見舞われることが多く最上位フィニッシュは4位が2回、ランキング13位だった。スーパーフォーミュラは、サッシャ・フェネストラズの代役としてKONDOレーシングより第1戦から第5戦まで参戦し、4レースを完走した。スーパー耐久はポルシェセンター岡崎よりポルシェ・911GT3Rで参戦し、第2戦菅生と第6戦岡山で優勝しランキング3位となった。インタープロトシリーズは、5年目のK-Tunes Racingから参戦しランキング6位を獲得。TOYOTA GAZOO Racing 86/BRZレースは3年目となるGR Garageつくば86Rにてスポット参戦した。
2022年、GT500クラスは4年目となるTGR TEAM SARDよりスープラで参戦。
GT500クラス シリーズ8位、スーパー耐久	ST-1クラス シリーズ3位。
2023年、GT500クラスは5年目となるTGR TEAM SARDよりスープラで参戦。
チームとしてはエンジニアを迎えた新体制となり、自身は攻めの姿勢で臨むシーズンとしていたが、開幕戦の岡山では大クラッシュ。自身の「攻め」という内容を見つめなおすきっかけとなり、自分のスタイルを崩すことなくシーズンを全う。2度の表彰台に輝いた。
GR８６/BRZカップでは最終戦の最終ラップでトップを奪い、チームに初優勝をもたらした。
スーパーフォーミュラのABEMA配信では解説を務めた。
12月12日のTGR 2024年国内体制発表にて、2024年もTGR TEAM SARDにてGT500への参戦が発表された。

## 人物
- くま吉（トヨタのマスコットキャラクター）と仲が良いことで知られている。Twitterでくま吉の画像を投稿、誕生日を祝うなど[2]と愛でている様が分かる。
- 野尻智紀や富田竜一郎など、トヨタ以外のライバル陣営所属ドライバーとも仲が良い。
- 小学校の表敬訪問を報じたミヤテレニュースでの字幕テロップで「中川雄一」と名前を間違えられたのを発見し、自身のSNSに投稿した[3]。

## レース戦績
- 1997年-1998年 - レオンキッズレーサーチャンピオンシップ　30ccクラスチャンピオン
- 1999年
  - 東日本ジュニアカートレースシリーズ　コマー60エキスパートクラスチャンピオン
  - 秋ヶ瀬カートレースシリーズ　コマー60クラスチャンピオン
- 2000年
  - 東日本ジュニアカートレースシリーズ　コマー60エキスパートクラスチャンピオン
  - レオンキッズレーサーチャンピオンシップ　50ccクラスチャンピオン
- 2001年
  - SL琵琶湖シリーズカデットクラスチャンピオン
  - SL茂原シリーズカデットクラスシリーズ2位
  - 東日本ジュニアチャンピオンカップJ II（カデット）クラスシリーズ4位
  - 全国大会カデットクラス準優勝
- 2002年
  - 東日本ジュニアチャンピオンカップスーパージュニアクラスチャンピオン
  - SL茂原シリーズカデットクラスチャンピオン
- 2003年
  - 東日本ジュニアチャンピオンカップスーパージュニアクラスチャンピオン
  - SL茂原シリーズSクラスチャンピオン
  - JAFジュニアカート選手権参戦
  - もてぎカートレースRSOクラス参戦
- 2004年
  - JAFジュニアカート選手権シリーズ11位
  - ARTAチャレンジRSOクラスシリーズ6位
  - もてぎK-TAI 5時間クラス参戦 125ccミッションクラス3位
- 2005年
  - JAFジュニアカート選手権チャンピオン
  - ARTAチャレンジRSOクラスチャンピオン
  - M4シリーズ東地域3位
- 2006年
  - イタリアンオープンマスタ選手権参戦
  - M4シリーズ東地域チャンピオン
  - 全日本カート選手権ICAクラスシリーズ7位（スポット参戦）
- 2007年
  - 全日本カート選手権FAクラスシリーズ3位
  - CIK-FIAアジアパシフィック選手権KF2クラス7位
- 2008年
  - フォーミュラチャレンジ・ジャパン（FCJ）（#1 FTRS RAJAS FCJ）（シリーズ13位）
  - スーパーFJ 日本一決定戦 2位
- 2009年
  - フォーミュラチャレンジ・ジャパン（FCJ）（#1 FTRS RAJAS FCJ）（シリーズ4位）
  - JAF 地方選手権スーパーFJ・筑波（#62 もてぎスタイル・ルボーセPFC）（シリーズチャンピオン・4勝）
- 2010年
  - フォーミュラチャレンジ・ジャパン（FCJ）（#1 TDPスカラシップFCJ）（シリーズチャンピオン・10勝）
  - Formula BMW Pacific スポット参戦（岡山、マカオ）
  - フォーミュラ・ルノー3.5 ルーキーテスト参加（Spain Motorland Aragon）
  - フォーミュラ・ニッポン ルーキーテスト参加（富士スピードウェイ）
- 2011年 - 全日本F3選手権・Nクラス（TOM'S SPIRIT #37 TDP SPIRIT F306）（シリーズ3位・3勝）
- 2012年
  - 全日本F3選手権（PETRONAS TEAM TOM'S #36 PETORONAS TOM'S F312）（シリーズ2位・6勝）
  - 59th SJM Formula 3 Macau Grand Prix 21位
  - SUPER GT・GT300クラス＜第5戦スポット参戦＞（apr #31 apr HASEPRO PRIUS GT／TOYOTA PRIUS ZVW30 RV8K）
- 2013年
  - 全日本F3選手権（PETRONAS TEAM TOM'S #36 PETORONAS TOM'S F312）（シリーズチャンピオン・11勝）
  - 60th Formula 3 Macau Grand Prix 12位
  - インタープロトシリーズ＜第2戦〜＞（#37 J-Gear号 COOLSHIRT／Kuruma 01）（シリーズ3位）
  - SUPER GT・GT300クラス＜第5戦スポット参戦＞（apr #31 Panasonic apr PRIUS GT／TOYOTA PRIUS ZVW30 RV8K）
- 2014年
  - 全日本選手権スーパーフォーミュラ（KCMG #18 ダラーラ・SF14／TOYOTA RI4A）
  - スーパー耐久・ST-1クラス（TOMEI SPORTS #37 KeePer IPS／Kuruma 01）（シリーズチャンピオン）
  - SUPER GT・GT300クラス＜第6戦スポット参戦＞（apr #31 OGT Panasonic PRIUS／TOYOTA PRIUS ZVW30 RV8K）
  - インタープロトシリーズ（TOMEI SPORTS #37 KeePer IPS／Kuruma 01）（シリーズ2位・1勝）
- 2015年
  - SUPER GT・GT300クラス（apr #31 TOYOTA PRIUS apr GT／TOYOTA PRIUS ZVW30 RV8K）（シリーズ3位・2勝）
  - 全日本選手権スーパーフォーミュラ（KCMG #18 ダラーラ・SF14／TOYOTA RI4A）（シリーズ16位）
  - スーパー耐久・ST-3クラス（TOCHIGI Le Beausset Motorsports #62 DENSO Le Beausset RC350／LEXUS RC350 GSC10 2GR-FSE）（シリーズ4位・1勝）
  - インタープロトシリーズ（TOMEI SPORTS #37 KeePer IPS-01）（シリーズ2位・1勝）
- 2016年
  - SUPER GT・GT300クラス（apr #31 TOYOTA PRIUS apr GT／TOYOTA PRIUS ZVW30 RV8K）（シリーズ2位・1勝）
  - 全日本スーパーフォーミュラ選手権（KCMG #18 ダラーラ・SF14／TOYOTA RI4A）
  - スーパー耐久・ST-3クラス（TOCHIGI Le Beausset Motorsports #62 DENSO Le Beausset RC350／LEXUS RC350 GSC10 2GR-FSE）（シリーズ2位・1勝）
  - インタープロトシリーズ（TOMEI SPORTS #37 KeePer IPS-01）（シリーズチャンピオン・2勝）
  - Audi R8 LMS Cup＜第1戦上海国際サーキット・スポット参戦＞
- 2017年
  - SUPER GT・GT300クラス（LM corsa #51 JMS P.MU LM corsa RC F GT3／LEXUS RC F USC10 2UR-GSE）（シリーズ3位・2勝）
  - スーパー耐久・ST-3クラス（Le Beausset Motorsports #62 DENSO Le Beausset RC350／LEXUS RC350 GSC10 2GR-FSE）（シリーズ2位・2勝）
  - インタープロトシリーズ（K-Tunes RACING #96 岡山トヨペット K-Tunes）（シリーズ7位）
- 2018年
  - SUPER GT・GT300クラス（K-tunes racing LM corsa #96 K-tunes RC F GT3／LEXUS RC F USC10 2UR-GSE）（シリーズ6位・2勝）
  - 全日本スーパーフォーミュラ選手権＜第5戦スポット参戦＞（carrozzeria Team KCMG #18 ダラーラ・SF14／TOYOTA RI4A）
  - スーパー耐久・ST-4クラス（#86 TOM'S SPIRIT）（シリーズチャンピオン・4勝）
  - インタープロトシリーズ（K-Tunes RACING #96 岡山トヨペット K-Tunes）（シリーズ2位・1勝）
  - ニュルブルクリンク24時間レース（GazooRacing LEXUS LC）（ST-PROクラス1位）
- 2019年
  - SUPER GT・GT500クラス（LEXUS TEAM SARD #39 DENSO KOBELCO SARD LC500／LEXUS LC500 URZ100 RI4AG）（シリーズ5位・1勝）
  - 全日本スーパーフォーミュラ選手権＜第5戦、第6戦スポット参戦＞（UOMO SUNOCO TEAM REMANS #7 ダラーラ・SF19／TOYOTA Biz-01F）
  - スーパー耐久・ST-4クラス（#86 TOM'S SPIRIT）（シリーズ2位・2勝）
  - インタープロトシリーズ（K-Tunes RACING #96 岡山トヨペット K-Tunes）（シリーズ2位・1勝）
  - ニュルブルクリンク24時間レース（GazooRacing LEXUS LC）（ST-PROクラス1位）
  - TOYOTA GAZOO Racing 86/BRZレース＜スポット参戦＞（#18 GR Garageつくば86R）
- 2020年
  - SUPER GT・GT500クラス（TGR TEAM SARD #39 DENSO KOBELCO SARD GR Supra／TOYOTA GR SUPRA DB42 RI4AG）（シリーズ9位・1勝）
  - 全日本スーパーフォーミュラ選手権＜第2戦、第4戦スポット参戦＞（carrozzeria Team KCMG #7 ダラーラ・SF19／TOYOTA Biz-01F）
  - インタープロトシリーズ（K-Tunes RACING #96 岡山トヨペット K-Tunes）（シリーズ5位）
  - スーパー耐久・ST-Xクラス（#31 DENSO LEXUS RCF）＜第1戦スポット参戦＞
  - TOYOTA GAZOO Racing 86/BRZレース＜スポット参戦＞（#18 GR Garageつくば86R）
- 2021年
  - SUPER GT・GT500クラス（TGR TEAM SARD #39 DENSO KOBELCO SARD GR Supra／TOYOTA GR SUPRA DB42 RI4AG）（シリーズ13位）
  - 全日本スーパーフォーミュラ選手権＜第1-5戦スポット参戦＞（KONDO RACING #4 ダラーラ・SF19／TOYOTA Biz-01F）
  - インタープロトシリーズ（K-Tunes RACING #96 岡山トヨペット K-Tunes）（シリーズ6位）
  - スーパー耐久・ST-Xクラス（#16 ポルシェセンター岡崎911GT3R）（シリーズ3位・2勝）
  - TOYOTA GAZOO Racing 86/BRZレース＜スポット参戦＞（#18 GR Garageつくば86R）
- 2022年 - SUPER GT・GT500クラス（TGR TEAM SARDS #39 DENSO KOBELCO SARD GR Supra／TOYOTA GR SUPRA DB42 RI4AG）（シリーズ8位）
- 2023年
  - SUPER GT・GT500クラス（TGR TEAM SARD #39 DENSO KOBELCO SARD GR Supra／TOYOTA GR SUPRA DB42 RI4AG）（シリーズ9位）
  - インタープロトシリーズ（K-Tunes RACING #96 岡山トヨペット K-Tunes）（シリーズ6位）
  - TOYOTA GAZOO Racing 86/BRZレース（#18 IBARAKI TOYOPET RACING TEAM）（シリーズ5位・1勝）
  - スーパー耐久・ST-Xクラス＜スポット参戦＞（#31 apr）（5位　走破）
- 2024年 - SUPER GT・GT500クラス（TGR TEAM SARD #39 DENSO KOBELCO SARD GR Supra／TOYOTA GR SUPRA DB42 RI4AG）

### 全日本フォーミュラ3選手権
| 年     | チーム              | エンジン | クラス | 1        | 2       | 3      | 4       | 5      | 6      | 7      | 8      | 9      | 10     | 11     | 12     | 13     | 14       | 15       | 16     | 順位 | ポイント |
| ------ | ------------------- | -------- | ------ | -------- | ------- | ------ | ------- | ------ | ------ | ------ | ------ | ------ | ------ | ------ | ------ | ------ | -------- | -------- | ------ | ---- | -------- |
| 2011年 | TOM'S SPIRIT        | トヨタ   | N      | SUZ1 9   | SUZ2 10 | FSW1 5 | FSW2 11 | FSW3 8 | FSW1 7 | FSW2 5 | TRM1 7 | TRM2 7 | OKA1 4 | OKA2 6 | SUZ1 C | SUZ2 C | SUG1 5   | SUG2 Ret | SUG3 9 | 3位  | 83       |
| 2012年 | PETRONAS TEAM TOM'S | トヨタ   |        | SUZ1 Ret | SUZ2 5  | TRM1 4 | TRM1 1  | FSW1 2 | FSW2 2 | TRM1 4 | TRM2 4 | OKA1 3 | OKA2 4 | SUG1 1 | SUG2 1 | SUG3 1 | FSW1 1   | FSW2 1   |        | 2位  | 103      |
| 2013年 | PETRONAS TEAM TOM'S | トヨタ   |        | SUZ1 2   | SUZ2 1  | TRM1 1 | TRM2 1  | TRM3 1 | OKA1 1 | OKA2 1 | FSW1 2 | FSW2 1 | TRM1 1 | TRM2 1 | SUG1 1 | SUG2 1 | FSW1 DNS | FSW2 DNS |        | 1位  | 146      |

- 太字はポールポジション、斜字はファステストラップ。(key)

### スーパーフォーミュラ
| 年     | チーム                  | シャシー       | エンジン | 1       | 2       | 2       | 3      | 4       | 5       | 5       | 6       | 7        | 7       | 順位 | ポイント |
| ------ | ----------------------- | -------------- | -------- | ------- | ------- | ------- | ------ | ------- | ------- | ------- | ------- | -------- | ------- | ---- | -------- |
| 2014年 | KCMG                    | ダラーラ・SF14 | トヨタ   | SUZ Ret | FSW1 13 | FSW2 16 | FSW 10 | TRM Ret | AUT 16  | AUT 16  | SUG 13  | SUZ1 Ret | SUZ2 18 | NC   | 0        |
| 2015年 | KCMG                    | ダラーラ・SF14 | トヨタ   | SUZ 13  | OKA Ret | OKA Ret | FSW 15 | TRM 16  | AUT 19  | AUT 19  | SUG 10  | SUZ1 Ret | SUZ2 6  | 16位 | 1.5      |
| 2016年 | KCMG                    | ダラーラ・SF14 | トヨタ   | SUZ 13  | OKA 10  | OKA 10  | FSW 9  | TRM 15  | OKA1 17 | OKA2 13 | SUG Ret | SUZ1 14  | SUZ2 11 | NC   | 0        |
| 2018年 | carrozzeria Team KCMG   | ダラーラ・SF14 | トヨタ   | SUZ     | AUT     | AUT     | SUG    | FSW     | TRM 13  | TRM 13  | OKA     | SUZ      | SUZ     | NC   | 0        |
| 2019年 | UOMO SUNOCO TEAM LEMANS | ダラーラ・SF19 | トヨタ   | SUZ     | AUT     | AUT     | SUG    | FSW     | TRM     | TRM     | OKA 15  | SUZ 16   | SUZ 16  | NC   | 0        |
| 2020年 | carrozzeria Team KCMG   | ダラーラ・SF19 | トヨタ   | TRM     | OKA 11  | OKA 11  | SUG    | AUT 18  | SUZ     | SUZ     | SUZ     | FSW      | FSW     | NC   | 0        |
| 2021年 | KONDO RACING            | ダラーラ・SF19 | トヨタ   | FSW 14  | SUZ 14  | SUZ 14  | AUT 15 | SUG Ret | TRM 13  | TRM 13  | TRM     | SUZ      | SUZ     | NC   | 0        |

(key)

### SUPER GT
| 年     | チーム                  | 使用車両           | クラス | 1      | 2      | 3      | 4      | 5       | 6      | 7      | 8       | 順位 | ポイント |
| ------ | ----------------------- | ------------------ | ------ | ------ | ------ | ------ | ------ | ------- | ------ | ------ | ------- | ---- | -------- |
| 2012年 | apr                     | トヨタ・プリウス   | GT300  | OKA    | FSW    | SEP    | SUG    | SUZ Ret | FSW    | AUT    | TRM     | NC   | 0        |
| 2013年 | apr                     | トヨタ・プリウス   | GT300  | OKA    | FSW    | SEP    | SUG    | SUZ 15  | FSW    | AUT    | TRM     | NC   | 0        |
| 2014年 | apr                     | トヨタ・プリウス   | GT300  | OKA    | FSW    | AUT    | SUG    | FSW     | SUZ 2  | CHA    | TRM     | 18位 | 18       |
| 2015年 | apr                     | トヨタ・プリウス   | GT300  | OKA 1  | FSW 4  | CHA 9  | FSW 9  | SUZ 10  | SUG 2  | AUT 13 | TRM 1   | 3位  | 69       |
| 2016年 | apr                     | トヨタ・プリウス   | GT300  | OKA 12 | FSW 20 | SUG 1  | FSW 25 | SUZ 2   | CHA 5  | TRM 24 | TRM 2   | 2位  | 60       |
| 2017年 | LM corsa                | レクサス・RC F GT3 | GT300  | OKA 8  | FSW 1  | AUT 6  | SUG 13 | FSW 9   | SUZ 6  | CHA 1  | TRM 6   | 3位  | 61       |
| 2018年 | K-tunes racing LM corsa | レクサス・RC F GT3 | GT300  | OKA 14 | FSW 14 | SUZ 1  | CHA 10 | FSW 10  | SUG 14 | AUT 1  | TRM 10  | 6位  | 45       |
| 2019年 | LEXUS TEAM SARD         | レクサス・LC500    | GT500  | OKA 11 | FSW 4  | SUZ 5  | CHA 5  | FSW Ret | AUT 1  | SUG 7  | TRM 11  | 5位  | 44       |
| 2020年 | TGR TEAM SARD           | トヨタ・スープラ   | GT500  | FSW 5  | FSW 6  | SUZ 5  | TRM 9  | FSW 1   | SUZ 11 | TRM 8  | FSW 14  | 9位  | 42       |
| 2021年 | TGR TEAM SARD           | トヨタ・スープラ   | GT500  | OKA 4  | FSW 6  | SUZ 14 | TRM 10 | SUG 5   | AUT 5  | TRM 11 | FSW 4   | 13位 | 34       |
| 2022年 | TGR TEAM SARD           | トヨタ・スープラ   | GT500  | OKA 8  | FSW 13 | SUZ 4  | FSW 6  | SUZ 3   | SUG 6  | AUT 10 | MOT Ret | 8位  | 33       |
| 2023年 | TGR TEAM SARD           | トヨタ・スープラ   | GT500  | OKA 8  | FSW 8  | SUZ 15 | FSW 9  | SUZ 2   | SUG 3  | AUT 14 | MOT 7   | 9位  | 38       |
| 2024年 | TGR TEAM SARD           | トヨタ・スープラ   | GT500  | OKA 2  | FSW 9  | SUZ 11 | FSW 15 | SUZ 10  | SUG 11 | AUT 1  | MOT 5   | 7位  | 46       |

- 太字はポールポジション、斜字はファステストラップ。(key)
- * : 今シーズンの順位。（現時点）

### FIA 世界耐久選手権
| 年     | チーム                  | シャシー             | エンジン                | クラス | 1   | 2   | 3     | 4   | 5     | 6   | 7   | 8   | 順位  | ポイント |
| ------ | ----------------------- | -------------------- | ----------------------- | ------ | --- | --- | ----- | --- | ----- | --- | --- | --- | ----- | -------- |
| 2025年 | アコーディス・ASPチーム | レクサス・RC F LMGT3 | トヨタ 2UR-GSE 5.4 L V8 | LMGT3  | QAT | IMO | SPA 8 | LMS | SÃO 5 | COA | FUJ | BHR | 21位* | 15*      |